# Eddy Boas
Eddy Boas (L'Aia, 26 gennaio 1940) è uno scrittore olandese naturalizzato australiano.
Ebreo, superstite dell'Olocausto, è autore di un libro di memorie sulla sua esperienza di bambino dell'Olocausto come deportato al campo di concentramento di Westerbork e a quello di Bergen-Belsen.

## Biografia
Eddy Boas nasce a L'Aia in Olanda agli inizi del 1940 da genitori ebrei.
Il 28 settembre 1943, Boas fu deportato con i genitori ed il fratellino maggiore di 8 anni al campo di concentramento di Westerbork. Dei 107,000 ebrei olandesi che passarono da quel campo solo 5,000 sopravvissero. Per la maggior parte di loro fu solo la prima tappa verso Auschwitz. 
Boas e la sua famiglia furono invece trasportati il 1 febbraio 1944 in Germania al campo di concentramento di Bergen-Belsen, in una sezione speciale (chiamata la "Stella d'oro") riservata a ebrei destinati ad essere scambiati con internati civili tedeschi. Tra gli prigionieri, provenienti da paesi diversi, ci sono numerosi bambini. 
Boas vive con la madre e il fratellino, mentre il padre è collocato nel settore riservato agli uomini. Boas è tra i bambini più piccoli presenti al campo.
Bergen-Belsen non è un campo di sterminio ma le condizioni di vita sono durissime per la fame, il freddo e le malattie. La situazione peggiora ulteriormente nell'autunno 1944. Per gli adulti c'è ora il lavoro coatto, mentre con l'arrivo di migliaia di prigionieri provenienti dai campi della Polonia scarseggiano le razioni alimentari e le condizioni sanitarie precipitano. 
Si decide di trasferire i circa 7.000 ebrei della sezione speciale con dei convogli ferroviari al campo di concentramento di Theresienstadt nella convinzione che essi possano ancora essere utili come "merce di scambio". Boas e la sua famiglia partono con il terzo e ultimo convoglio che lascia Bergen-Belsen nella notte tra il 10 e l'11 aprile 1945, a pochi giorni dalla liberazione del campo. Sono circa 2500 gli ebrei a bordo di quello che sarà conosciuto come il "treno fantasma" che diretto a Theresienstadt per settimane vagherà senza meta precisa in Germania, nel vano tentativo di trovare un passaggio nei territori non ancora occupati dagli Alleati, spingendosi sempre più a est fino ad essere liberato dalle truppe sovietiche nei pressi della cittadina tedesca di Tröbitz. È lo stesso trasporto di cui si parla anche nel libro autobiografico (Anni d'infanzia. Un bambino nei lager), scritto da Jona Oberski nel 1978, e nell'adattamento cinematografico (Jona che visse nella balena) diretto da Roberto Faenza nel 1993. Il viaggio è un'esperienza durissima per la scarsità di cibo e il dilagare di un'epidemia di tifo, ma l'intera famiglie riesce a sopravvivere. Il 13 giugno possono fare ritorno in Olanda.
Il rientro in patria non offre grandi consolazioni. La casa e le proprietà confiscate non vengono loro restituite. L'assistenza data dalle autorità olandesi è scarsa. Il padre muore nel 1948. Nel 1954 la madre decide di emigrare in Australia con i figli. Boas comincia a lavorare già a 15 anni per aiutare la famiglia. Boas vivrà in Australia il resto della sua vita, con solo una breve parentesi, tra il 1989 e il 1993, negli Stati Uniti. Nel 2019 pubblica la sua autobiografia di bambino dell'Olocausto: I'm Not A Victim -- I Am A Survivor. La sua testimonianza si aggiunge a quelle di Jona Oberski, Jacques Saurel e Marion Blumenthal Lazan che con lui hanno condiviso da bambini l'esperienze della prigionia a campo di concentramento di Bergen-Belsen e della liberazione sul treno di Tröbitz.

## Autobiografia
- Eddy Boas, "I'm Not A Victim -- I Am A Survivor", 2019.